# Filmski Grad
Filmski Grad (en serbe cyrillique Филмски Град ; en français : « la ville du film ») est un quartier de Belgrade, la capitale de la Serbie. Il est situé dans la municipalité de Čukarica.

## Localisation
Filmski Grad est un petit quartier situé à droite de la rue Kneza Višeslava, entre le parc forestier de Košutnjak au nord et à l'est, Skojevsko naselje au sud et Cerak-Cerak vinogradi à l'ouest.

## Caractéristiques
Les studios de la Radio-Télévision de Serbie (RTS) sont situés dans ce quartier, ainsi que le grand studio de tournage de la société de production cinématographique Avala film. L'ensemble de ces studios a donné son nom au quartier.